# Кеплер-90ф
Кеплер-90ф је егзопланета која кружи око звезде Кеплер-90, који се налази у сазвежђу Змај. Откривена је помоћу телескопа Кеплер у октобру 2013. године. Она кружи око своје матичне звезде на само 0.48 астрономских јединица, а на тој удаљености завршава орбиту једном у сваких 124,91 дана.